# Черемошна (Киевская область)
Черемошна (укр. Черемошна) — село, входит в Полесский район Киевской области Украины.
Население по переписи 2001 года составляло 48 человек. Почтовый индекс — 07024. Телефонный код — 4592. Занимает площадь 4 км². Код КОАТУУ — 3223587407.

## Местный совет
07051, Киевская обл., Полесский р-н, с. Романовка, ул. Мира, 13; тел. 34-1-35.